# جون فلانغان (كاتب)
جون فلانغان (بالإنجليزية: John Flanagan) (و. 1944  م) هو كاتب، وروائي، وكاتب سيناريو أسترالي، ولد في سيدني.

## وصلات خارجية
- جون فلانغان على موقع IMDb (الإنجليزية)
- جون فلانغان على موقع ميوزك برينز (الإنجليزية)
- جون فلانغان على موقع قاعدة بيانات الفيلم (الإنجليزية)
- جون فلانغان في قاعدة بيانات الأفلام على الإنترنت